# 英俊街道
英俊街道是中华人民共和国黑龙江省佳木斯市郊区下辖的一个街道办事处。

## 行政区划
英俊街道下辖以下村级行政区划单位：
英俊社区、松桦社区、五一社区、新兴社区、华安社区、富强社区、七彩社区、佳丹社区、三合社区、长青社区、黑锻社区。